# Jakob Kellenberger

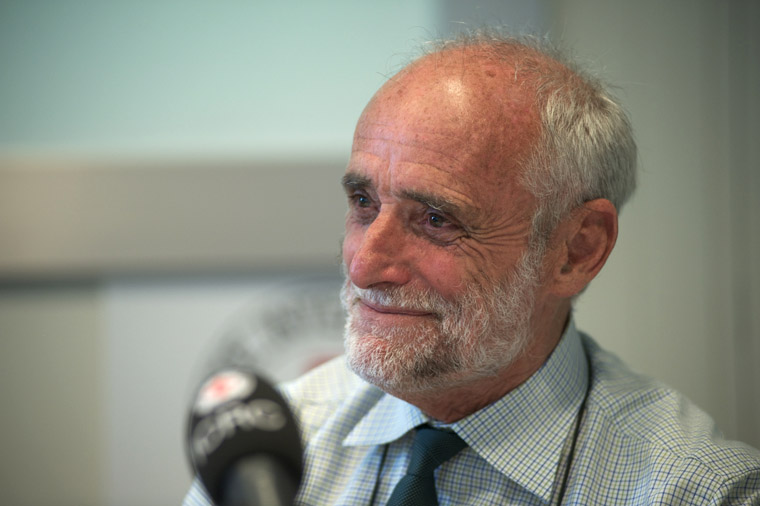
Jakob Kellenberger, 2010

Jakob Kellenberger (* 19. Oktober 1944 in Heiden im Kanton Appenzell Ausserrhoden) ist ein Schweizer Diplomat. Er trat 1974 in den diplomatischen Dienst der Schweiz ein und übernahm verschiedene Posten innerhalb Europas. Als Chefunterhändler seines Heimatlandes leitete er die Verhandlungen der Schweiz mit der Europäischen Union zu den Bilateralen Verträgen I zwischen der Schweiz und der EU. Von 2000 bis 2012 war er Präsident des Internationalen Komitees vom Roten Kreuz (IKRK). Seit 2013 ist er Präsident von swisspeace.

## Leben
Jakob Kellenberger wurde 1944 in Heiden im Kanton Appenzell Ausserrhoden geboren, ist jedoch Bürger der Kantonsgemeinde Walzenhausen. Einen grossen Teil seiner Jugendzeit verbrachte er in Arbon am Bodensee, wo sein Vater als selbständiger Fotograf tätig war. Er studierte französische und spanische Literatur sowie Linguistik in Zürich, Tours sowie Granada, und schloss sein Studium mit einem Doktortitel der Universität Zürich ab. 1974 begann er seine Arbeit für das Eidgenössische Departement für auswärtige Angelegenheiten (EDA). Von 1975 bis 1976 war er Attaché für die Schweizer Botschaft in Madrid, anschliessend von 1976 bis 1981 Botschaftssekretär bei der Schweizerischen Mission bei den Europäischen Gemeinschaften (EG) in Brüssel. Danach war er bis 1984 für die Schweizer Botschaft in London tätig.
In den Jahren von 1984 bis 1992 leitete er das Integrationsbüro der Schweiz, eine gemeinsame Dienststelle des EDA und des Eidgenössischen Volkswirtschaftsdepartements (EVD), der die Verantwortung für die Beziehungen der Schweiz zur EU und zur Europäischen Freihandelszone (EFTA) oblag. 1992 wurde er zum Staatssekretär und Chef der politischen Direktion des EDA befördert. Von 1989 bis 1991 war er Chefunterhändler der Schweiz bei den Transitverhandlungen mit der EG, zwischen 1994 und 1998 stand er der Schweizer Delegation bei den bilateralen Verhandlungen mit der Europäischen Union vor.
Kellenberger war ab September 2012 für einige Zeit Kolumnist in der SonntagsZeitung. Er schrieb über internationale, europapolitische und humanitäre Themen. Er gehört seit 2012 dem Board des Zentrums für humanitären Dialog an. Im Mai 2013 wurde Kellenberger von der Schweizerischen Friedensstiftung Swisspeace auf den 10. September 2013 zum neuen Stiftungsratspräsidenten gewählt.
Kellenberger ist seit seiner Studienzeit mit Elisabeth Kellenberger-Jossi verheiratet. Gemeinsam haben sie zwei Töchter.

## IKRK-Präsidentschaft
Am 27. August 1998 wurde er zum Nachfolger von Cornelio Sommaruga im Amt des Präsidenten des Internationalen Komitees vom Roten Kreuz gewählt. Nach dem Ausscheiden von Sommaruga zum Ende des Jahres 1999 übernahm er das Amt mit Beginn des folgenden Jahres. Kurz nach Beginn seiner Amtszeit kam es am 26. April 2001 zur Ermordung von sechs IKRK-Mitarbeitern in der Demokratischen Republik Kongo. Kellenberger sah sich damit wie sein Vorgänger mit der Herausforderung eines Autoritätsverlusts des IKRK vor allem bei innerstaatlichen Konflikten konfrontiert, der mit den weltweiten politischen Umwälzungen seit 1990 begann.
In den Jahren von 2003 bis 2005 traf er mehrfach zu vertraulichen Gesprächen mit US-Präsident George W. Bush, US-Aussenminister Colin Powell, US-Sicherheitsberaterin Condoleezza Rice, US-Verteidigungsminister Donald Rumsfeld und dessen Stellvertreter Paul Wolfowitz über die Behandlung von Gefangenen im Abu-Ghuraib-Gefängnis im Irak und im Gefangenenlager Camp X-Ray im US-Militärstützpunkt Guantánamo Bay auf Kuba zusammen.
Während seiner Amtszeit kam es darüber hinaus im Dezember 2005 zur Verabschiedung des dritten Zusatzprotokolls zu den Genfer Konventionen und damit der Annahme des Roten Kristalls als drittes Schutzzeichen neben dem Roten Kreuz und dem Roten Halbmond. Obwohl Kellenberger sich sowohl in seiner Rede am 5. Dezember 2005 zur Eröffnung der entsprechenden diplomatischen Konferenz in Genf als auch in einem weiteren Aufruf zur Einigung zwei Tage später für eine einvernehmliche Lösung eingesetzt hatte, fiel diese Entscheidung jedoch nicht im Konsens. Aufgrund von Differenzen zwischen Israel und Syrien, die trotz eines Kompromissangebotes des IKRK an Syrien nicht ausgeräumt werden konnten, wurde das Protokoll in einer Abstimmung mit 98 Ja- und 27 Nein-Stimmen bei 10 Enthaltungen angenommen.
Im Februar 2007 wurde Jakob Kellenberger von der IKRK-Versammlung für eine weitere vierjährige Amtszeit bestätigt. Die Versammlung des Komitees wählte im Oktober 2011 den Diplomaten und Staatssekretär im Eidgenössischen Departement für auswärtige Angelegenheiten Peter Maurer zu seinem Nachfolger. Am 1. Juli 2012 übernahm Peter Maurer das Amt von Jakob Kellenberger.

## Ehrungen und Auszeichnungen
- Dr. honoris causa der juristischen Fakultät der Universität Basel (2003)
- Medaille „Genève reconnaissante“ der Stadt Genf (2005)
- Dr. honoris causa der politischen Fakultät  der Universität Catania (2006)
- American Red Cross Chairman's Award for International Humanitarian Leadership (2006)
- Ehrenrat der Eidgenössischen Technischen Hochschule Zürich (2007)
- Ehrenbürgerrecht der Gemeinde Heiden AR (2009)
- Ehrenmitgliedschaft der Amerikanischen Gesellschaft für internationales Recht (2012)
- Ehrenzeichen des Deutschen Roten Kreuzes in Gold (2012)
- Grosses Verdienstkreuz mit Stern des Verdienstordens der Bundesrepublik Deutschland (2012)
- European Diplomacy Award des Forums Aussenpolitik und Wirtschaft in Berlin (2012)
- Commandeur dans l'Ordre national de la Légion d’Honneur (2013)
- Distinguished Fellow of the Graduate Institute Geneva